# Röghegység
A röghegységek felszíni képződmények, melyek évmilliókkal ezelőtt alakultak ki oly módon, hogy a kőzetrétegekben a belső feszültség hatására törések keletkeztek. Ezen törések mentén függőlegesen vagy vízszintesen elmozdult egy kőzettömb, azaz vetődés alakult ki. Egy-egy kőzettömb kiemelkedésével hegytetők, fennsíkok, míg lesüllyedésével völgyek jöttek létre. A korábban gyűrődéssel kialakult lánchegységek is átalakulhatnak az évmilliók során röghegységgé.
Legtöbbjüket a Variszkuszi-hegységrendszerbe vagy a Kaledóniai-hegységrendszerbe soroljuk.

## Kialakulás

### Vetődéssel
Kontinensek belsejében röghegységek elsődlegesen is létrejöhetnek: itt már eleve ridegek a
kőzetek, tehát húzó- vagy nyomóerő hatására eltörnek. A törések közötti rögök
emelkedhetnek ill. süllyedhetnek, vagyis vetődhetnek. Az ilyen típusú hegységek általában nem
túl nagy magasságúak: pl. Dunántúli-középhegység, és az Északi-középhegység egy része.

### Lánchegységekből hosszú idő után
Itt a felszín lepusztul, a már merev kőzetekből álló hegység az újabb nyomó- vagy húzóerők hatására összetöredeznek és vetődnek. Általában a lepusztulás ellenére is viszonylag nagy területű és magas hegységek tartoznak ide. Pl. Skandináv-hegység, Urál, Appalache.

## Felszín
Néhány hideg övben fekvő hegységtől eltekintve ezek nem nyúlnak fel a hóhatárig, tehát
felszínüket elsősorban a folyók alakítják. Legtöbbször lekoptatott, lekerekített felületűek.

## Ásványkincsek
A felső szint ércei legtöbbször már lepusztultak, legfeljebb csak folyóhordalékban fordulnak
elő. Bányászható a középső szint, vagyis az urán és az ón, esetleg nagyon erős lepusztulás
esetén a nikkel, a króm, a vas és a platina – például az Urálban. Ha a röghegység üledékes kőzeteket is tartalmaz, mint a mészkő és a dolomit, akkor az üledékes rétegek között különböző minőségű és vastagságú szénrétegek is előfordulhatnak.